# Discothyrea poweri
Discothyrea poweri é uma espécie de formiga do gênero Discothyrea, pertencente à subfamília Proceratiinae.